# 시노펙스
시노펙스(Synopex)는 전자 부품과 필터를 제조하는 대한민국의 나노 기술 소재 부품 기업이다 본사는 경기도 화성시 동탄하나1길 54-42에 위치해 있으며 대표이사는 손경익이다.

## 역사
- 1985년 4월에 설립되었고 1995년 4월 코스닥 시장에 상장하였다[4]
- 2025년 모로코 의료 기기 전문 기업 '프리메딕(PRIMEDIC)'과 혈액 여과기 수출을 위한 양해 각서(MOU)를 체결했다[5]

## 제품
인공신장기용혈액여과기(혈액투석필터)

## 종속기업
- SYNOPEX VIETNAM
- 넥스피안
- 위해시노펙스전자
- 시노펙스바이오필터
- 위엔텍
- SYNOPEX Tirta INDONESIA[7]

## 같이 보기
- 인공신장
- 콩팥

## 참고문헌
1. ↑  나승두, SK증권 분석 보고서 시노펙스, 2023년 7월 5일
2. ↑  김지영, 시노펙스, 잠재력 높은 사업 근시일 내 본격화-NH, 아이뉴스24,  2024년 1월 2일
3. ↑  손경익 시노펙스 대표, 국민 훈장 동백장 수상, 뉴스와이어, 2023년 6월 5일
4. ↑  천석원, 한국IR협의회 기술분석보고서-시노펙스, 2022년 3월 24일
5. ↑  시노펙스, 인공 신장용 혈액 여과기 첫 수출 성과 파이낸셜뉴스 2025-03-20
6. ↑  조영갑, 시노펙스, 혈액투석필터 11종 식약처 품목허가, 더벨, 2024년 3월 14일
7. ↑  시노펙스 IR Book 2022[깨진 링크(과거 내용 찾기)]